# Pantukan
Pantukan ist eine philippinische Stadtgemeinde in der Provinz Davao de Oro. Sie hat 85.899 Einwohner (Zensus 1. August 2015).

## Baranggays
Pantukan ist politisch in 13 Baranggays unterteilt.
- Bongabong
- Bongbong
- P. Fuentes
- Kingking (Pob.)
- Magnaga
- Matiao
- Napnapan
- Tagdangua
- Tambongon
- Tibagon
- Las Arenas
- Araibo
- Tag-Ugpo
- Napnapan